# Karl Ringel
Karl Ringel   (Fürth, 30 de setembre de 1932 - Neunkirchen, 4 de maig de 2024) va ser un antic futbolista alemany que va jugar internacionalment tant amb la Selecció del Sarre com amb l'Alemanya Occidental.